# Calochilus campestris
Calochilus campestris es una especie de orquídea de hábito terrestre que se encuentra en el este de Australia y en Nueva Zelanda. Es la especie tipo del género Calochilus.

## Descripción
Es una orquídea de pequeño tamaño, que prefiere el clima fresco a frío. Tiene hábito terrestre, con una hoja basal, única, grande, profundamente canalizada, gruesa. Florece en la primavera y principios del verano en una inflorescencia de 60 cm de largo,  robusta con 2 brácteas triangulares y hasta 15 flores.

## Distribución
Se encuentra en el este de Australia y en Nueva Zelanda, donde se producen en los bosques abiertos y brezales húmedos, en los suelos bien drenados en alturas desde el nivel del mar hasta los 500 metros. 

## Taxonomía
Calochilus campestris fue descrita por el botánico escocés recolector de la flora de Australia a principios del siglo XIX Robert Brown y publicado en Prodromus Florae Novae Hollandiae 320 en el año 1810.

## Sinonimia
- Calochilus australianus F.Muell., Fragm. 5: 96 (1865), nom. illeg.
- Calochilus cupreus R.S.Rogers, Trans. & Proc. Roy. Soc. South Australia 42: 24 (1918).
- Calochilus saprophyticus R.S.Rogers, Trans. & Proc. Roy. Soc. South Australia 54: 41 (1930).[1]